# ボルツァーノ通過収容所
ボーツェン警察通過収容所（独：Polizei-Durchgangslager Bozen）もしくはボルツァーノ通過収容所（伊：Campo di transito di Bolzano）は、ナチス・ドイツがイタリア北部のボルツァーノ（ドイツ名ボーツェン）に設置した通過収容所。フォッソリやボルゴ・サン・ダルマッツォ、トリエステにあった収容所と並んでイタリア国内最大級のナチス収容所であった。

## 歴史
イタリアが独断で連合国に降伏した後、ボルツァーノにはドイツ軍のアルペンフォーラント作戦地域（de:Operationszone Alpenvorland）の本部が置かれることとなった。安全でなくなったフォッソリ通過収容所が閉鎖され、その代わりにイタリアからマウトハウゼン強制収容所、フロッセンビュルク強制収容所、ダッハウ強制収容所、ラーフェンスブリュック強制収容所、アウシュヴィッツ＝ビルケナウ強制収容所へ移送するための通過収容所がボルツァーノに設置されることとなった。収容所は1944年夏にイタリア軍が使用していた建物を接収して作られた。
ボルツァーノ収容所はドイツの敗戦まで10ヶ月間活動し、北イタリアと中央イタリアから連行してきた1万1000人を収容した。収容者はほとんどがイタリア人政治犯であったが、ユダヤ人やジプシーも移送するまでの一時収容で収容されていた。
囚人のうち一部は移送され、残りはボルツァーノで強制労働に従事させられた。収容所運営のための作業、研究所や現地企業のための作業、リンゴ果樹園での作業などが行われた。囚人は連合軍の到着を待つまでもなく1945年4月末から5月上旬にかけて親衛隊によって解放された。収容所内の囚人の状態を連合国に見られる事を恐れたためではないかと言われる。この際に親衛隊の兵士たちが収容所の活動記録を破棄している。

## 収容所について
この収容所は元々、1,500の人々が収容できるように建設されていた。2軒の小屋が6ブロックに分割されていた。そのうちの一つFブロックは女性収容者のためのブロックだった。 やがて収容所は拡張されて、4,000人の囚人が収容できるようになった。
他のナチ収容所と同様にブロックは囚人の種類ごとに分類されていた。そのうちDとEブロックが政治犯用であり、ここは危険視されて他のブロックから特に隔離されていた。ユダヤ人男性（彼らはほぼ確実に移送されたので短期間の収容者だった）はLブロックにすし詰めにされた。このLブロックは懲罰ブロックとしても使用された。
この収容所はゲシュタポのヴィルヘルム・ハルスター親衛隊少将（de:Wilhelm Harster）の指揮するヴェローナの親衛隊部隊によって監督されていた。所長はカール・フリードリヒ・ティトー親衛隊中尉(de:Karl Friedrich Titho)が務めていた。

## 付属収容所
ボルツァーノ収容所はイタリアのナチ収容所の中では唯一付属の収容所を持つ収容所であった。メラーノ、セナーレス、サレンティーノ、モーゾ・イン・パッシーリア、ヴィピテーノなどに付属収容所が存在した。

## 抵抗運動
政治犯が多い収容所であったため、抵抗運動が根強い収容所だった。抵抗運動には主に三つの流れが存在した。
- 祖国解放委員会（it:Comitato di Liberazione Nazionale）と幾つかのパルチザン組織による組織的抵抗
- 宗教者（逃亡中の者を保護したことで一緒に投獄された者が多かった）による抵抗運動
- 他の囚人の移送への反発や脱獄囚の援護のために団結した収容者による抵抗運動